# Carl Wilhelmson
Carl Wilhelmson, né le 12 novembre 1866 à Fiskebäckskil (Suède), mort le 24 septembre 1928 à Göteborg, est un peintre suédois.

## Biographie
Il expose au Salon de Paris de 1895 et y obtient une mention honorable.

En 1900, il a une médaille d'argent.

Il est professeur à l’Académie des Beaux-Arts de Stockholm.

## Ses Œuvres

### Musée de Copenhague
- Les sœurs, exposée à Pittsburg en 1924[1],[3].
- L'enfant[1].
- Jour d'Automne (aquarelle)[1].

### Musée de Stockholm
- Femmes de pêcheurs se rendant à l’église, 1899[1],[4].